# 特兰与海勒系列电影
特兰与海勒（Tran und Helle）是納粹德國时期的一个雙人搭檔，其中路德维希·施密茨饰演特兰，约瑟夫·“尤普”·胡塞尔斯（Joseph "Jupp" Hussels，1901-1984）饰演海勒。

## 历史
自1939年9月起，施密茨和胡塞尔斯出演了一系列每周上映一部的短片电影（片长2至3分钟），这些短片一般都是在影院搭配新闻短片德意志每周新闻或其他剧情电影在同一场一起上映的。
特兰是个秃头，头脑愚笨，常犯下对德国战争事业或国家安全有害的错误。在系列短片中，特兰曾收听英国广播公司广播，拒绝捐出积攒的废铜烂铁，或是在黑市做交易。而他的朋友海勒——双人组里的捧哏——则是个高挑英俊的男人，似乎总在经深思熟虑后才做判断，但往往都在之后让自己的莱茵兰老乡们看到自己行事有误的一面。虽然犹太人角色在该系列短片中都不值得信赖，但该系列短片并没有像其他纳粹时期的德国电影那样露骨地表露出反犹太主义情绪。
1940年秋季，特兰与海勒系列电影停播，原因可能是当局担心观众会同情片中虽总是干出让人措手不及的事但更具人性的角色特兰，此角色还会偶尔说出违抗纳粹政权的话。出演特兰的演员施密茨本人在1934年3月1日就已加入党卫队，并在1937年5月加入纳粹党，但还是在1941年因“行为举止卑劣”而被封杀。后来，这位喜剧演员直到1950年代才進入西德电影行业。1954年，施密茨死于心脏病发作。